# Malus Island
Malus Island ist eine Insel vor der Graham-Küste des Grahamlands auf der Antarktischen Halbinsel. In der Auvert Bay liegt sie 7 km südlich des Kap Evensen.
Teilnehmer der British Graham Land Expedition (1934–1937) unter der Leitung des australischen Polarforschers John Rymill kartierten sie. Das UK Antarctic Place-Names Committee benannte sie 1960 nach dem französischen Physiker Étienne Louis Malus (1775–1812), der 1809 die Polarisationsfähigkeit des Lichts entdeckt hatte, was später bei der Verbesserung von Schneebrillen Verwendung gefunden hat. In Argentinien werden diese Insel und einige vorgelagerte Klippenfelsen als Islotes Charrúa zusammengefasst. Namensgeberin dieser Inselgruppe ist die Charrúa, die gemeinsam mit dem Schwesterschiff Guaraní zur Flotte einer von 1947 bis 1948 durchgeführten argentinischen Antarktisexpedition gehörte.